# Fiumara
Fiumara – miejscowość i gmina we Włoszech, w regionie Kalabria, w prowincji Reggio Calabria.
Według danych na rok 2004 gminę zamieszkiwało 1201 osób, 200,2 os./km².